# Lille Kirkestræde
Lille Kirkestræde er en gade i Indre By i København mellem Nikolaj Plads og Højbro Plads. Gaden er opkaldt efter den tidligere Nikolaj Kirke, nu Nikolaj Kunsthal, som den fører hen til.
Gaden kendes siden 1400-tallet, hvor det omtales under forskellige beskrivelser så som "det stræde som løber ret vesten for Sankt Nikolaj kirke og så ind til Færgestrædet". I 1514 omtales det som "det lille stræde vesten ved kirken" og i 1524 som "Lille Kirkestrædet". Til almindelig forvirring blev den parallelle Store Kirkestræde dog også af og til kaldt for lille på den tid.

## Bygninger og beboere
Den hvide hjørneejendom Lille Kirkestræde 1 / Nikolaj Plads 28 overfor kirken blev opført af murermester Andreas Hallander i 1797. Over kælderindgangen på hjørnet er der opsat en mindeplade, der fortæller at Louis Pio talte fra 2. sal til menneskemængden på Lille Kirkestræde aftenen før Slaget på Fælleden 5. maj 1872. En anden prominent person i huset var politikeren og sagføreren J.K. Lauridsen, der havde advokatkontor i Lille Kirkestræde 1 de sidste par år før sin død i 1905. Ejendommen blev fredet i 1945.
Lille Kirkestræde 3 er en fireetagers ejendom med sidehus, der blev opført af murermester M. Bälckow og tømrermester J. E. Burmeister i 1798-1799. Bygningen blev fredet i 1974. Midt på facaden mellem første og anden sal er der en mæanderbort. Den treetages hjørneejendom Lille Kirkestræde 5 / Højbro Plads 13 med tilhørende sidehus bag Lille Kirkestræde blev opført i 1796 for spisevært Johan Morten Eisen. Det Kongelige Teaters syngemester J.F. Frølich boede i ejendommen fra 1832 til 1835. Kunstmaleren August Jerndorff boede i Lille Kirkestræde 5 fra 1870 til 1873. Ejendommen blev fredet i 1950. I 1975 restaurerede Logan Nørgaard facaden på både denne ejendom og nr. 3.
Den trefløjede rødstensejendom Store Kirkestræde 1 / Nikolaj Plads 26 / Lille Kirkestræde 2 blev opført i 1901-1902 for I. Chr. Petersens Papirhandel efter tegninger af Caspar Leuning Borch og Philip Smidth. På siden mod Lille Kirkestræde er der en karnap i irgrøn bronze på anden sal. En mindeplade på siden mod Nikolaj Plads fortæller, at ejendommen hedder Hvælvingen efter en gade, der nu er indgået i pladsen.
Lille Kirkestræde 6 er den bagerste del af et bygningskompleks med forhus på Højbro 9 og bagvedliggende baghus og sidehuse. Komplekset blev opført for bagermester Rasmus J. Rasmussen i 1796. Komplekset går nærmest bag om hjørneejendommen Højbro Plads 11 / Lille Kirkestræde 8, der blev opført for boghandler Ole Hegelund i 1796-1798. Mellem nr. 6 og 8 i Lille Kirkestræde er der en mur med en port, der fører ind til en lille gård mellem bygningerne. Bygningerne blev fredet i 1918.